# フィル・モグ
フィル・モグ（Phil Mogg, 1948年4月15日 - ）は、イングランド出身のロックミュージシャン、シンガーソングライター。
HR/HMシーン確立までの黎明期を体現してきたボーカリストの一人。同国でロックバンド「UFO」を結成し、長年に渡りフロントマンを務めた。
甥は「QUIREBOYS」のベーシスト、ナイジェル・モグ。

## 来歴
首都ロンドンのウッドグリーンノース出身。1969年8月に長年の友人ピート・ウェイとアンディ・パーカーとともにロックバンド「UFO」を結成し、ボーカルを担当。
ドイツ出身のギタリスト マイケル・シェンカー加入後、バンドは世界的な成功を得る。マイケル脱退後は徐々に衰退し、その後ピートが脱退してもフィルはUFOの看板を守り続けたが、1988年に解散に到る。バンドは1992年に再結成。一時はマイケルの復帰・脱退を繰り返す等、混乱を乗り越え精力的に活動していたが、結成50周年のツアーをもって降板を表明している。
UFO以外では、1990年代後半にピート・ウェイと共にモグ/ウェイというユニットを結成し、『Edge of the World』（1997年）と『Chocolate Box』（1999年）を発表。もっともこれは、マイケル・シェンカーの当時のマネージャーが、マイケル不在ではUFOと名乗れない旨の契約を強行したため、一時的に使わざるを得なかった名前であり、実質的にはUFOと見ていい。その後、この契約問題は解決し、再びフィルがUFOの名前を使えるようになった。なお、『Edge Of The World』に参加したエインズレー・ダンバーは、後にUFOのドラマーとなった。また2024年4月からは、モグ（ボーカル）、トニー・ニュートン（ベース、キーボード）、ニール・カーター（ギター、キーボード、ボーカル）、トミー・ゲントリー（ギター）、ジョー・ラザラス（ドラム）の5名で結成した新バンド・MOGGS MOTELとして活動を開始した。

## 人物
UFOのバンド内では、気むずかし屋で英国流の冗談・偏屈のきつい性格の為、当時、英語が上手く話せず性格も内向的なマイケル・シェンカーとは相性が悪く精神的に追いつめてしまい、マイケルがバンドを飛び出して放浪する(数回)原因の1つになり、マイケル脱退を招いてしまう。その一方で、マイケルを自分の家に泊めて、フィルのガールフレンドと共に面倒を見ていたと言う一面も持っている。

## ディスコグラフィ
UFO

Mogg/Way
- Edge of the World (1997)
- Chocolate Box (1999)

$ign of 4
- Dancing With St. Peter (2002)